# تطور موجه

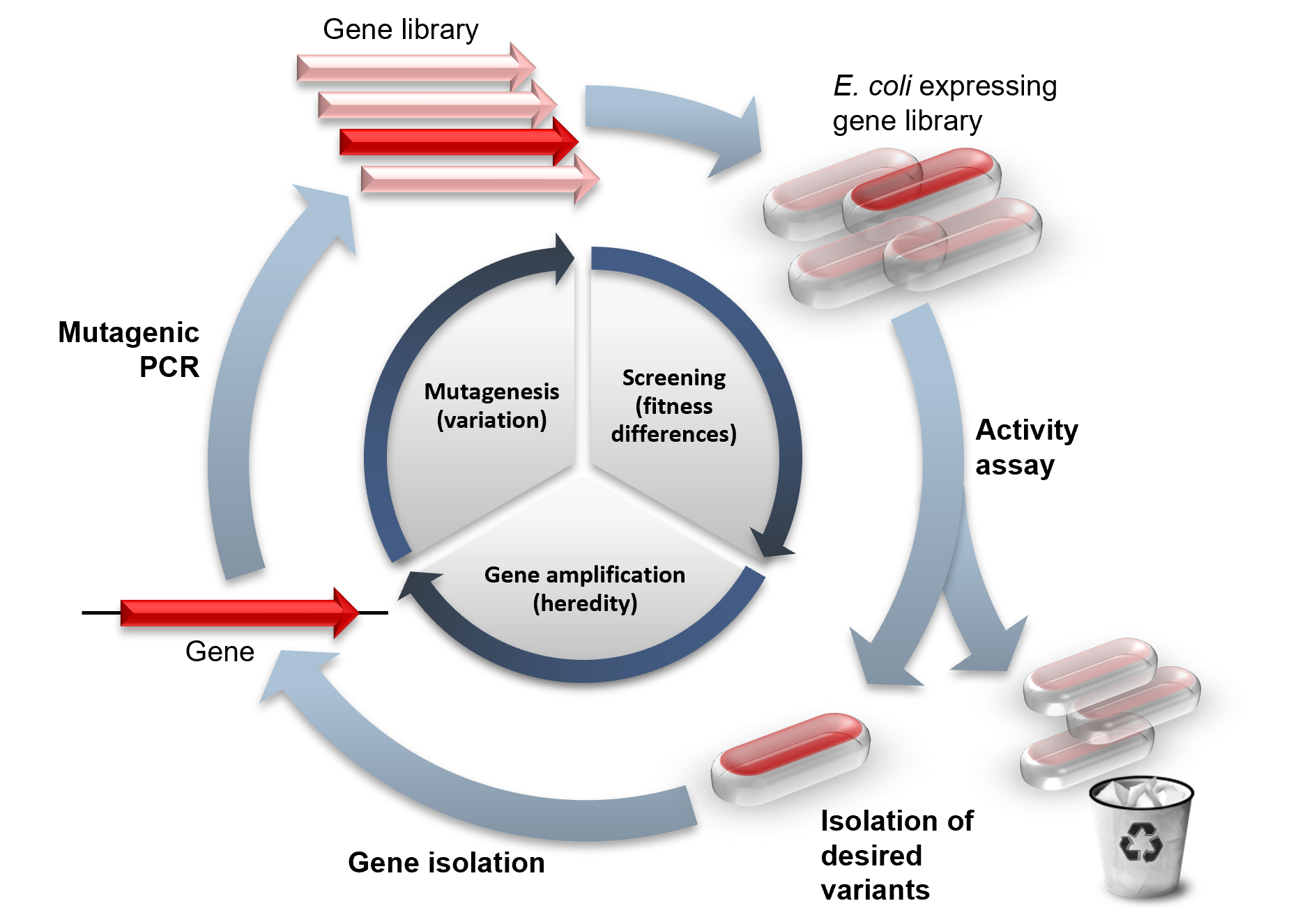

التطوُّر الموجَّه Directed evolution، هو عملية تستخدم في هندسة البروتينات وتغييرها بشكلٍ يحاكي عملية الانتقاء الطبيعي لتوجيهها نحو هدف محدَّد ومرسوم مسبقاً، يشمل التطوُّر الموجَّه عدة خطوات تتمثَّل في إخضاع الجين لعدة جولات مُتكرِّرة من الطفرات والانتقاء والتضخيم، ويمكن القيام بهذه العمليَّة في الكائن الحي أو في المختبر، يستخدم التطوُّر الموجَّه لدراسة مبادئ التطور الأساسيَّة ضمن بيئة مختبريَّة محكومة أو مُسيطر عليها.

## تاريخ
يرجع أصل التطوُّر الموجَّه إلى ستينات القرن الماضي، عندما بدأ تطوير جزيئات RNA المُضخَّمة في التجارب المخبريَّة، وامتدَّ هذا المفهوم لاحقاً ليشمل تطوُّر البروتينات الذي يحدث خلال تطوُّر الجراثيم تحت تأثير الضغوط الانتقائيَّة.
سمحت تقنيَّات الهندسة الوراثية التي تمَّ تطويرها في ثمانينات القرن الماضي بإمكانية إجراء تعديلات دقيقة على بروتين واحد فقط ، ومكَّن هذا من اختيار بروتين واحد والقيام بالتعديلات عليه ولكنَّه لم يكن متوافقاً مع اختيار النشاط التحفيزي للأنزيمات، لاحقاً وفي التسعينات تمَّ تطوير إمكانية التداخل على الأنزيمات واستخدمت هذه التقنيَّة على نطاق علمي واسع، بعدها توسَّعت تقنيَّات التطوُّر الموجَّه بشكلٍ كبير وسريع مع ظهور طرق جديدة لخلق سلاسل من التغيُّرات الجينيَّة ومراقبة تأثيراتها، أخيراً وفي عام 2018 تمَّ منح جائزة نوبل في الكيمياء لفرانسيس أرنولد وجورج سميث وغريغوري وينتر عن أبحاثهم في مجال تقنيَّات التطوُّر الموجَّه.

## المبادئ

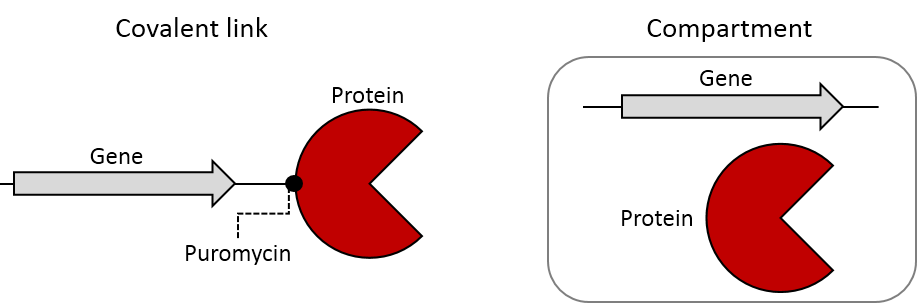
الارتباط في التطور الموجَّه

يُشبه التطوُّر الموجَّه تسلُّق تلَّة أو مرتفع ما، حيث يمثِّل المرتفع الميِّزة أو الخاصيَّة المرغوب بها ويتمُّ تكرار التغيُّرات أو الطفرات حتى يتمُّ الوصول إلى التأثير المطلوب والذي هو أعلى ارتفاع أو قمة ممكنة، إنَّ التطوُّر المباشر هو محاكاة لدورة التطور الطبيعي ولكن ضمن بيئة مختبريَّة يتمُّ التحكُّم بها، يتطلُّب التطوُّر حدوث ثلاثة أشياء: حدوث التغيُّر بين النسخ المتماثلة، هذا الاختلاف سيؤدي بدوره إلى اختلافات عديدة في التلاؤم مع البيئة أو الظروف المحيطة وفي النهايات هذا التنوُّع سيتمُّ توريثه للأجيال القادمة [10]، تتكرَّر هذه الخطوات عادةً باستخدام أفضل صيغة من جولة واحدة كقالب واحد لتحقيق التحسينات التدريجيَّة، وترتبط احتماليَّة نجاح التطوُّر الموجَّه ارتباطاً مباشراً بحجم هذه التغيُّرات الإجمالي.

### توليد التباين
الخطوة الأولى في تنفيذ دورة من التطوُّر الموجَّه هي إنشاء «مكتبة» من الجينات المختلفة، بحيث يكون مجال التسلسل العشوائي شاسع ومكثَّف جداً، ولا يمكن للتطور التجريبي ولا الطبيعي أن يقترب من تحقيق عينات تسلسل بهذا العدد الهائل الذي يُحقِّقه التطوُّر الموجَّه، وبطبيعة الحال فإنَّ متواليات متغايرة للتطوُّر الطبيعي تقترب من متواليات البروتينات الوظيفيَّة وهذا ما يتمُّ تقليده في التطوُّر الموجَّه عن طريق تطفير جين فعَّال مسبقاً، يمكن تطفير الجين البدء انطلاقاً من نقطة معيَّنة عن طريق المُطفِّرات الكيميائيَّة أو التقنيَّات الأخرى ، ويمكن محاكاة إعادة تجميع الجينات عن طريق خلط الحمض النووي باستخدام الإدخال والحذف بواسطة الترانسبوزونات، لتحقيق منهج أكثر تركيزاً يعتمد على المعرفة الهيكليَّة والوظيفيَّة سوف تختلف مكتبة الجينات المُنتجة في نسبة المتغيرات الوظيفيَّة التي تحتوي عليها، وإذا ما استخدمنا كائناً حيَّاً للتعبير عن هذه الجينات فإنَّ التغيُّرات الموروثة في ذلك الجين ستبقي بقيَّة جينات الكائن الحي متماثلة بمعنى آخر فهي توفِّر بيئة وراثيَّة ثابتة ومستقرِّة.

### الكشف عن الاختلافات
كما هو معروف تكون غالبيَّة الطفرات ضارَّة ولذلك فإنَّ مكتبات المُتغيِّرات تميل في الغالب إلى المتغيِّرات ذات النشاط المنخفض، وهكذا سيكون اختبار الإنتاجيَّة العالية أمر حيوي لقياس النشاط الهادف للعثور على المتغيِّرات النادرة مع الطفرات المفيدة التي تحسِّن الخصائص المرغوب بها، توجد طريقتان رئيسيَّتان لعزل المتغيِّرات الوظيفيَّة: حيث تقوم أنظمة الانتقاء مباشرةً باختيار البروتينات الوظيفيَّة لبقاء الجين بينما تقوم أنظمة الفرز بفحص كل متغيِّر على حدة وتسمح بوضع حد كمِّي لفرز المتغيِّرات التي تؤدي للنشاط المرغوب، يمكن القيام بالانتقاء والفرز في الخلايا الحيَّة في الكائنات الحيَّة، أو بشكلٍ مباشر على البروتينات أو الرنا بدون الحاجة لوجود أي خلايا حتى في المختبر.
خلال تطور الكائنات الحية يتمُّ تحويل بعض الجينات أو تغييرها ضمن الخليَّة الحيَّة مع الحفاظ على جميع الجينات الأخرى على حالها، يؤدي هذا التنسيق إلى اختيار خصائص معيَّنة ضمن البيئة الخلوية وهو أمرٌ مفيد عندما يستخدم البروتين المطوَّر أو الحمض النووي الريبي في الكائنات الحيَّة، أمَّا عندما يحدث التطوُّر الموجَّه في المختبر وليس في الكائن الحي فإنَّه يستخدم طريقة النسخ المختبرية لإنتاج البروتينات أو RNA في محلول صناعي مُعد خصيصاً لهذا الغرض، وبالطبع تكون هذه الطريقة أكثر فائدةً لأنَّها تحمل تنوُّعات أكثر وتحكُّم أكثر في الظروف التطوريَّة ويمكن القيام بالتجارب كذلك على البروتينات السامَّة للخلايا الحيَّة، بالإضافة لذلك يمكن لتجارب التطوُّر في المختبر أن تولِّد مكتبات تغيُّرات أكبر بكثير من تلك التي يمكن أن تحصل ضمن الخلايا الحيَّة في البيئة الطبيعيَّة والتي غالباً ما تكون محدودة.

#### الاختيار
تعتبر تقنية الاختيار بسيطة إلى حدٍّ ما حيث يُثبَّت الجزيء المستهدف على دعامة أو ركيزة معيَّنة حتى يتمُّ تدفُّق سلسلة من البروتينات المتباينة فوقه، فتعزل البروتينات غير المرغوب بها ويحتفظ بالتغيُّرات المتبقَّة لعزل جيناتها، بواسطة هذا المنهج يتمُّ اختيار دورة واحدة من التحفيز من خلال جعل نشاط الأنزيم ضرورياً لبقاء الخلية على قيد الحياة إمَّا عن طريق تعديل مستقلبات حيوية أو تدمير مادة ضارة أو سامة، وهكذا يصبح نشاط الأنزيم هو عامل بقاء للخلية الحيَّة، بالرغم من أنَّ أنظمة الاختيار هذه محدودة الإنتاجيَّة ولكنَّها أقل تكلفة، من جهة أخرى يصعب عادةً هندستها واستخلاص المعلومات عن الأنشطة الموجودة ضمن مكتبة المتغيِّرات بواسطتها.

#### التحري والكشف
نظام التحري والكشف والفرز هو بديل لطريقة الاختيار التي تمَّ شرحها سابقاً، في هذا النظام يتمُّ التعبير عن كلِّ جينة مختلفة بشكل فردي ومعايرتها لقياس النشاط كميَّاً ثمَّ يتمُّ ترتيب المتغيِّرات ويقرِّر المُجرِّب أي المتغيِّرات سيستخدمها كقوالب للدورة القادمة من دورات التطوُّر الموجَّه، وعلى الرغم من أنَّ معظم الفحوصات المستخدمة في نظام التحري والكشف تكون عادةً أقل تغطية من الناحية الكمية عند مقارنتها بطريقة الاختيار والعزل ولكنَّها تتمتَّع بميِّزات فريدة من نوعها لأنَّها تعطي معلومات تفصيلية عن كل متغيِّر من المتغيِّرات، ويمكن كذلك استخدام هذه البيانات المُصنَّفة والمفروزة لتمييز الأنشطة وتوزيعها وهو أمرٌ غير ممكن في أنظمة الاختيار البسيطة، وهكذا نجد أنَّ أنظمة الفرز لها مزايا هامَّة وخصوصاً عندما يتعلَّق الأمر بتوصيف تجريبي للتطوُّر التكيُّفي والتناسب مع البيئة المحيطة.

## مزايا التطوُّر الموجَّه
يعتمد التخليق العقلاني للبروتين على معرفة مُسبقة متعمِّقة بهيكل البروتين وتركيبه بالإضافة إلى آليته التحفيزيَّة، ثمَّ يتمُّ إجراء تغييرات مُحدَّدة عن طريق التطفير الموجَّه الهادف لتغيير وظيفة البروتين، مع الإشارة لوجود عيب هام في طريقة التطوُّر الموجَّه لأنَّه حتى عندما يكون هيكل وآلية عمل البروتين معروفين لا يزال من الصعب التنبؤ بالتغيير الناتج عن الطفرة، وربَّما تكون أهم ميزة للتطوُّر الموجَّه أنَّه لا توجد حاجة لفهم آلية النشاط المطلوب أو كيف تؤثر عليه الطفرات.

## حدود التطوُّر الموجَّه
هناك تقييد هام لحدود التطوُّر الموجَّه حيث يلزم إجراء اختبار عالي الإنتاجيَّة حتى نتمكَّن من قياس تأثيرات عدد كبير من الطفرات العشوائيَّة المختلفة، وهو الأمر الذي يتطلَّب القيام ببحث وتطوير مكثَّف قبل أن نتمكَّن من استخدام التطور الموجَّه، وغالباً ما تكون هذه القياسات خاضعة لمراقبة نشاط معيَّن وبالتالي فهي غير قابلة لتحويلها إلى تجار تطوُّر موجَّه جديدة.
لفهم كيفيَّة تحقيق هذه التحسينات التطوريَّة يجب قياس خصائص الأنزيم المتطوِّر وتحسين نشاط المقايسة عن طريق زيادة نشاط التحفيز الأنزيمي أو زيادة تركيز الأنزيم المُحفِّز، بالإضافة لذلك لا يوجد ضمان أو تأكيد بأنَّ التحسين الذي يتمُّ إجراؤه على إحدى الركائز سيُحسِّن النشاط أو التحفيز المُجرى على الآخر، وتبدو أهميَّة ذلك عندما لا يمكن فحص النشاط المدروس أو تحفيزه بشكلٍ مباشر وعندها نستخدم الركيزة كبديل أو كمساعد لدراسة التجربة بدقة.

## تطبيقات عمليَّة
يستخدم التطوُّر الموجَّه على نطاقٍ واسع كبديل للتصميم العقلاني Rational design []، ويمكن أن يُستخدم أيضاً للإجابة عن الأسئلة الأساسيَّة المُتعلِّقة بتطوُّر الأنزيمات وتوضيحها بشكلٍ دقيق.

### في هندسة البروتينات
حقَّق التطور الموجَّه نجاحات هامَّة عند استخدامه كأداة لهندسة البروتينات وتعديلها، وكان الأفضل والأكثر نجاحاً في ثلاثة مجالات على وجه التحديد:
- تحسين الاستقرار الحيوي للبروتينات من أجل الاستخدام الحيوي التكنولوجي في درجات الحرارة المرتفعة أو عند استخدام مذيبات شديدة.[23][24]
- زيادة التقارب بين الأجسام العلاجيَّة المضادة [42]، وزيادة نشاط الأنزيمات المُصمَّمة.[25]
- تغيير خصائص الركيزة التي تربط الأنزيمات الموجودة للاستخدام في الصناعة غالباً.[26][27][28][29]

### في أبحاث التطوُّر والدراسات المتعلقة به
تعتمد أبحاث التطور الطبيعي بشكلٍ تقليدي على الكائنات الحيَّة وجيناتها، ولكنَّ هذه الأبحاث تبقى محدودة بشكلٍ أساسي بسبب عدم وجود الحفريات التي تحتوي على سلاسل DNA القديمة، بالإضافة للمعرفة المنقوصة بالظروف البيئيَّة القديمة.
أمَّا التطوُّر الموجَّه فيدرس آليَّات التطوُّر ضمن نظام جيني خاضعة للرقابة الدقيقة على الأنزيمات المُفردة وطرق النسخ المتماثل، على غرار التطوُّر التجريبي لحقيقيَّات النوى ، وبدائيَّات النوى، والفيروسات، بالإضافة لذلك يسمح التطوُّر الموجَّه بالسيطرة على الضغوط التطوريَّة الانتخابيَّة، ومعدَّل الطفرات، وظروف البيئة المحيطة، وتشمل الظروف البيئة غير الحيَّة (مثل درجة الحرارة) والظروف البيئيَّة الحيَّة (الجينات الأخرى في الكائن الحي).